# آرثر مارشال ديفيس
آرثر مارشال ديفيس (بالإنجليزية: Arthur Marshall Davis)‏ هو قاضي ومحامي أمريكي، ولد في 7 يونيو 1907 في وينسلو في الولايات المتحدة، وتوفي في 11 يوليو 1963.